# Maricovliegenvanger
De Maricovliegenvanger (Bradornis mariquensis; synoniem: Melaenornis mariquensis) is een zangvogel uit de familie Muscicapidae (vliegenvangers).

## Verspreiding en leefgebied
Deze soort telt 3 ondersoorten:
- B. m. acaciae: van zuidelijk Angola tot zuidwestelijk Botswana en noordwestelijk Zuid-Afrika.
- B. m. mariquensis: van zuidwestelijk Zambia en centraal Zimbabwe tot noordelijk en noordoostelijk Zuid-Afrika.
- B. m. territinctus: noordoostelijk Namibië en noordwestelijk Botswana.